# Plouezoc'h
Plouezoc'h är en kommun i departementet Finistère i regionen Bretagne i västra Frankrike. Kommunen ligger i kantonen Lanmeur som tillhör arrondissementet Morlaix. År 2022 hade Plouezoc'h 1 640 invånare.

## Befolkningsutveckling
Antalet invånare i kommunen Plouezoc'h
Referens:INSEE